# Hermann Diels
Hermann Diels (Bibrich, 18 maggio 1848 – Berlino, 4 giugno 1922) è stato un filologo classico, storico della filosofia e storico delle religioni tedesco.
Dedicò molti anni all'insegnamento della filosofia antica a Berlino, ma la sua fama è legata alla raccolta e alla catalogazione dei frammenti e delle testimonianze, fin ad allora erratici, concernenti il pensiero dei filosofi greci presocratici.

## Biografia

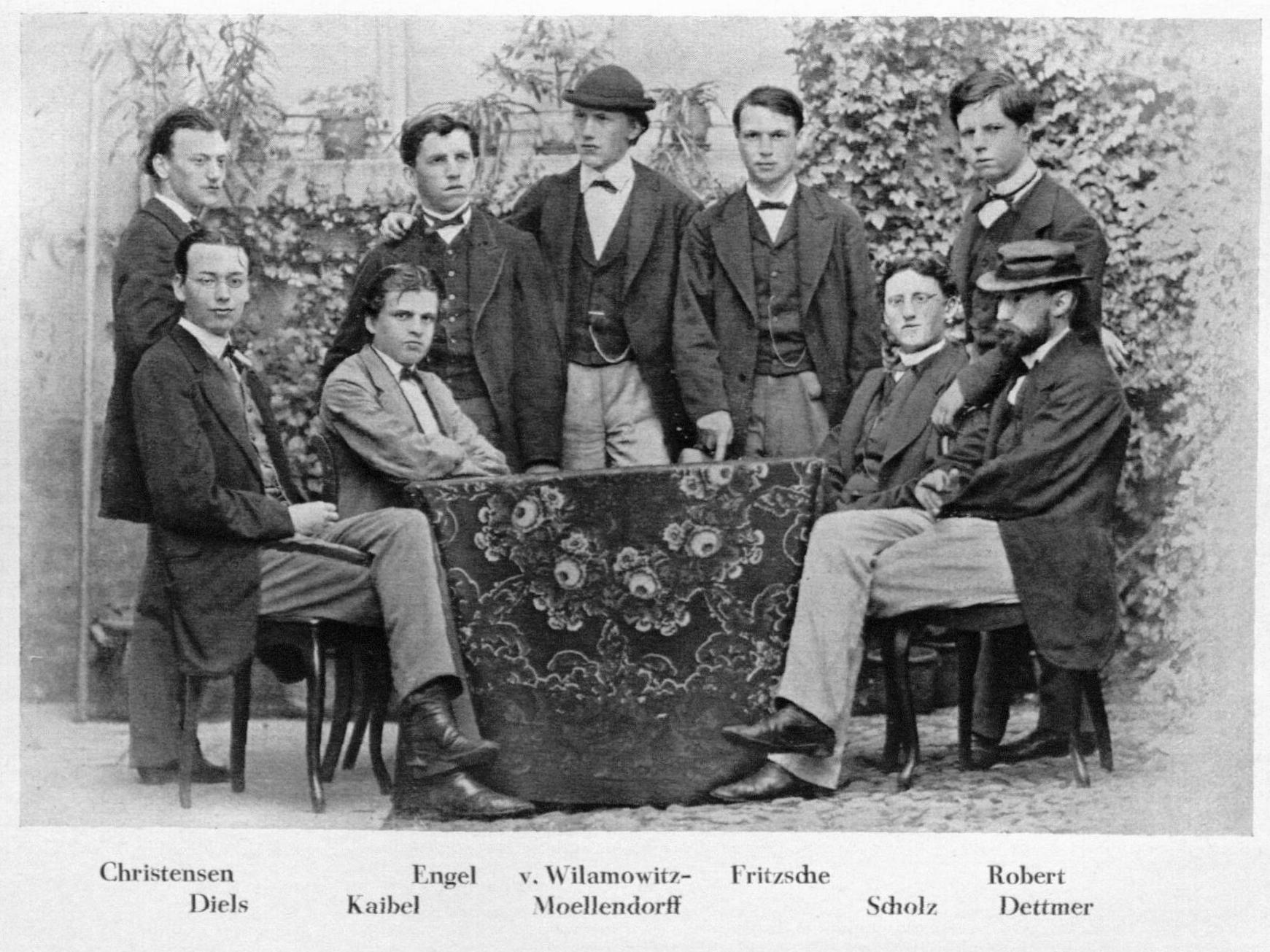
Diels (il primo a sinistra, seduto) a Bonn, nel 1869, con i suoi compagni: sono riconoscibili, tra gli altri, Wilamowitz (al centro, con berretto), Georg Kaibel, Carl Robert.

Nel 1879 vede la luce il Doxographi Graeci, il primo repertorio di fonti dell'antico pensiero ellenico pre-socratico, con una definita numerazione, che però non rispetta alcun criterio cronologico. La testimonianza di un Simplicio (VI secolo d.C.) può avere perciò un numero più basso di una di Aristotele, che lo precede di nove secoli. Mentre Aristotele parla di Leucippo a meno di un secolo dalla sua morte, Simplicio ne parla dopo undici secoli. Questo criterio un poco stravagante crea non pochi problemi al ricercatore, ma è da attribuirsi ai criteri classificatori dell'epoca, meno rigorosi e coerenti di quelli odierni.
Ai Doxographi fa seguito la prima edizione dei Fragmente der Vorsokratiker nel 1903, seguita da altre edizioni dal 1906 al 1922. Alla sua morte Walther Kranz prosegue l'impresa curando le edizioni posteriori al 1934, che recano infatti la doppia paternità: Diels-Kranz. Il nuovo criterio adottato da Diels in questo aggiornamento formale dell'opera, che dal punto di vista del materiale documentario è uguale ai Doxographi, aumenta ulteriormente la confusione, adottando un criterio alfanumerico che distingue in modo approssimativo e intuitivo i frammenti che sarebbero testimonianze (precedute dalla lettera A) e quelli che riguarderebbero invece (come ipsissima verba) parole esatte pronunciate dall'autore (precedute dalla lettera B). L'esegesi attenta dei frammenti fa sorgere forti dubbi sulla validità di tale differenziazione. 
L'opera di Diels contribuì inoltre alla stabilizzazione della denominazione "presocratici" ad indicare i filosofi precedenti a Socrate e Platone. Infatti questa denominazione, che era stata introdotta dallo storico della filosofia Johann Augustus Eberhard, non si era ancora imposta ufficialmente benché fosse già di uso comune.
Non c'è serio studioso della filosofia antica che non abbia utilizzato in vario modo la miniera di notizie e di testi contenuta nei Vorsokratiker. La raccolta, ancora oggi, è la base irrinunciabile per la ricostruzione della filosofia greca più antica, tra l'VIII e il V secolo a.C. Il Diels si è occupato anche di medicina e di tecnologia dell'antica Grecia, redigendo saggi in tale direzione collocantisi tra il 1910 e il 1914 con i seguenti titoli: Corpus medicorum Graecorum, Commentaria in Aristotelem Graeca e Vorträge über antike Technik.

## Opere
- Doxographi Graeci (Berlino, 1879, ristampa Berlino: de Gruyter, 1929).
- Simplicii In Aristotelis Physicorum libros quattuor priores commentaria (2 vol. Berlino, 1882-1895, ristampa Berlino: de Gruyter, 1962).
- Poetarum Philosophorum Fragmenta (Berlino, 1901, ristampa Hildesheim: Weidmann 2000).
- Die Fragmente der Vorsokratiker, (Berlino, 1903, VI ed., riveduta da Walther Kranz, Berlino: Weidmann, 1952; le edizioni successive sono solo ristampe senza modifiche).
- Kleine Schriften zur Geschichte der antiken Philosophie, raccolta di scritti edita da Walter Burkert, Hildesheim: Georg Olms 1969.